# Przejście graniczne Borucin-Chuchelná
Przejście graniczne Borucin-Chuchelná – polsko-czeskie przejście małego ruchu granicznego położone w województwie śląskim, w powiecie raciborskim, w gminie Krzanowice, w miejscowości Borucin, zlikwidowane w 2007.

## Opis
Przejście graniczne Borucin-Chuchelná zostało utworzone 19 lutego 1996. Czynne było w godz. 6.00–22.00 przez cały rok. Dopuszczone było przekraczanie granicy przez pieszych, rowerzystów, motorowery o pojemności skokowej silnika do 50 cm³ i transport rolniczy. Odprawę graniczną i celną wykonywały organy Straży Granicznej. Doraźnie kontrolę graniczną i celną osób, towarów oraz środków transportu wykonywała Strażnica SG w Krzanowicach.
21 grudnia 2007 na mocy układu z Schengen przejście graniczne zostało zlikwidowane.

### Przejście graniczne z Czechosłowacją
W okresie istnienia Czechosłowackiej Republiki Socjalistycznej funkcjonowało w tym miejscu polsko-czechosłowackie przejście graniczne małego ruch granicznego Borucin-Chuchelná – II kategorii. Zostało utworzone 13 kwietnia 1960. Dopuszczony był ruch osób i środków transportu na podstawie przepustek w związku z użytkowaniem gruntów. Otwierane było po wzajemnym uzgodnieniu umawiających się stron. Odprawę graniczną i celną wykonywały organy Wojsk Ochrony Pogranicza. Kontrolę graniczną i celną osób, towarów oraz środków transportu wykonywała Strażnica WOP Krzanowice.
Formalnie przejście graniczne zostało zlikwidowane 24 maja 1985.